# Marne-la-Vallée
Marne-la-Vallée is een geheel nieuwe stad (ville nouvelle) in Frankrijk, gelegen ten oosten van Parijs. Marne-la-Vallée werd gebouwd vanaf 1965. In 1999 telde de stad 246.607 inwoners op een oppervlakte van 152,15 km² waardoor de bevolkingsdichtheid 1621 inwoners/km² bedraagt. Marne-la-Vallée bestaat uit 26 gemeenten in de departementen Seine-et-Marne, Seine-Saint-Denis en Val-de-Marne.
De stad bestaat uit vier delen:
1. Porte de Paris met één gemeente van Seine-Saint-Denis: Noisy-le-Grand, en twee gemeenten van Val-de-Marne: Bry-sur-Marne en Villiers-sur-Marne;
2. Val Maubuée met de zes gemeenten van Seine-et-Marne: Champs-sur-Marne, Croissy-Beaubourg, Émerainville, Lognes, Noisiel en Torcy;
3. Val de Bussy met twaalf gemeenten van Seine-et-Marne: Bussy-Saint-Georges, Bussy-Saint-Martin, Chanteloup-en-Brie, Collégien, Conches-sur-Gondoire, Ferrières-en-Brie, Gouvernes, Guermantes, Jossigny, Lagny-sur-Marne, Montévrain en Saint-Thibault-des-Vignes;
4. Val d'Europe met vijf gemeenten van Seine-et-Marne: Bailly-Romainvilliers, Chessy, Coupvray, Magny-le-Hongre en Serris. Hier ligt ook het bekende thema-park Disneyland Parijs.

## Onderwijs
- École nationale des ponts et chaussées